# Кирюхин, Николай Иванович
Никола́й Ива́нович Кирю́хин (2 августа 1896 — 13 декабря 1953) — советский военачальник, гвардии генерал-лейтенант (1944), Герой Советского Союза (17 октября 1943 года).

## Молодость, революция, гражданская война

Могила Кирюхина на Новодевичьем кладбище Москвы.

Родился в Москве в семье дворника. Окончил трехклассное городское училище. Работал наборщиком в типографиях Плещеева, Филатова и Левенсона. С 1913 года член РСДРП. Был арестован и отбывал ссылку в Туле с ноября 1913 года, где тоже работал в типографии. За продолжение революционной деятельности в ноябре 1914 года арестован вторично, на этот раз был отправлен в ссылку в Енисейскую губернию.
В Русскую императорскую армию был мобилизован в сентябре 1916 года, служил рядовым в 216-м запасном пехотном полку, с декабря 1916 года — во 2-м пулемётном запасном полку под Петроградом. Участник Февральской революции и событий 3 — 5 июля. Был избран членом Петроградского совета рабочих и солдатских депутатов. В сентябре 1917 года с маршевой ротой отправлен на Румынский фронт Первой мировой войны, где воевал командиром пулемётной команды 7-го стрелкового полка 2-й стрелковой дивизии. В феврале 1918 года демобилизован в звании фельдфебеля. После демобилизации в феврале 1918 года работал в Москве складским рабочим Центрального рабочего кооператива.
В Красной Армии с июня 1918 года. Участник Гражданской войны. Начал службу красноармейцем в 3-м Московском стрелковом полку, в августе того же года вместе с полком убыл на Восточный фронт, воевал в 1-й Симбирской стрелковой дивизии стрелком и пулемётчиком. Но очень быстро как большевик с дореволюционным стажем был переведён на политработу и в октябре 1918 года назначен комиссаром 1-го Симбирского стрелкового полка 1-й сводной Симбирской Железной дивизии (в ноябре 1918 года переименована в 24-ю Сибирскую Железную стрелковую дивизию). С декабря 1919 года – заместитель комиссара 72-й стрелковой бригады. Участвовал в подавлении восстания в Ярославле, в боях на Восточном фронте против белочехов и войск адмирала А. В. Колчака. Прошёл с дивизией боевой путь от Симбирска до Актюбинска. 
В марте 1920 года по личному желанию перешёл на командную работу в той же дивизии и служил командиром роты, помощником командира и командиром батальона в 214-м, 213-м, 71-м и 70-м стрелковых полках. Летом 1920 года участвовал в советско-польской войне, сражался на мозырском и луцком направлениях, затем боролся с бандформированиями С. В. Петлюры и С. Н. Булак-Балаховича. Неоднократно отличался в боях, за что награждён орденом Красного Знамени. На Гражданской войне был трижды ранен и один раз контужен, тяжело переболел тифом. Известны его воспоминания о Гражданской войне «Из дневника военного комиссара» (1928) и «Из дневника командира (1920 год)» (1930).

## Межвоенный период
В межвоенный период Н. И. Кирюхин — командир стрелковой роты, помощник командира и командир стрелкового батальона в той же 24-й Симбирской Железной стрелковой дивизии (входила тогда в состав Украинского военного округа). С 1924 по 1927 годы проходил обучение в Военной академии РККА имени М. В. Фрунзе. По окончании академии: с 1927 — помощник командира по строевой части 102-го стрелкового полка 34-й стрелковой дивизии Приволжского ВО, с мая 1929 — командир-комиссар 3-го стрелкового полка 1-й стрелковой дивизии Приволжского ВО, с июля 1930 — начальник 4-го отдела Артиллерийского управления РККА, с июня 1932 — заместитель начальника управления стрелкового вооружения Главного артиллерийского управления РККА, с января 1935 года — командир-комиссар 66-го стрелкового полка 22-й стрелковой дивизии Северо-Кавказского военного округа, с июня 1937 — командир 74-й стрелковой дивизии этого округа, с февраля 1938 — командир 14-го стрелкового корпуса Харьковского военного округа, с августа 1939 – командир 55-го стрелкового корпуса этого округа. В 1930-е года окончил Курсы усовершенствования высшего начальствующего состава (1930 год), Курсы усовершенствования командного состава при Военной академии механизации и моторизации РККА (1935 год). С октября 1940 года — инспектор пехоты, затем начальник боевой подготовки Московского военного округа.

## Великая Отечественная война
С начала Великой Отечественной войны Н.И. Кирюхин в той же должности. В июле 1941 года назначен командиром  324-й стрелковой дивизии и направлен в Чебоксары для её формирования. С декабря 1941 года 324-я стрелковая дивизия в составе 10-й армии Западного фронта участвовала в Тульской, а с февраля 1942 года в составе 16-й армии того же фронта — в Ржевско-Вяземской наступательных операциях. С марта 1942 года — заместитель командующего 16-й армии, с 13 марта 1942 года временно исполнял должность командующего армией, заменяя раненого генерал-лейтенанта К. К. Рокоссовского. С 5 июня 1942 года — командир 9-го гвардейского стрелкового корпуса, который в составе 61-й армии Западного фронта вёл оборонительные и наступательные бои юго-западнее города Белёв, прикрывая тульское направление. С 11 октября 1942 года — командующий 20-й армии Западного фронта, которая в ноябре-декабре 1942 года в ходе второй Ржевско-Сычёвской операции (операция «Марс») вела наступление на сычёвском направлении, но потерпела неудачу и понесла большие потери. 
За невыполнение боевой задачи 4 декабря 1942 года Н. И. Кирюхин был отстранён от командования армией и назначен заместителем командующего 29-й армией Калининского фронта. С 24 февраля 1943 года — командир 24-го стрелкового корпуса, входившего в состав 60-й и 13-й армий Центрального, затем 1-го Украинского фронтов. Части корпуса участвовали в Курской битве. 
Командир 24-го стрелкового корпуса 60-й армии Центрального фронта генерал-майор Н. И. Кирюхин особенно отличился в битве за Днепр. Форсировав с ходу реку Десна, части корпуса продолжили стремительное наступление к Днепру. 25 сентября 1943 года корпус без паузы форсировал реку Днепр в районе н. п. Глебовка севернее города Киев и захватил важный плацдарм. В последующих боях были отбиты многочисленные немецкие контратаки, плацдарм был не только удержан, но и значительно расширен.
«За успешное форсирование реки Днепр севернее Киева, прочное закрепление плацдарма на западном берегу реки Днепр и проявленные при этом отвагу и геройство» Указом Президиума Верховного Совета СССР от 17 октября 1943 года генерал-майору Николаю Ивановичу Кирюхину присвоено звание «Герой Советского Союза» с вручением ордена Ленина и медали «Золотая Звезда». 
Корпус принимал активное участие в Житомирско-Бердичевской, Ровно-Луцкой, Проскуровско-Черновицкой, Львовско-Сандомирской наступательных операциях. 17 января 1944 года Н. И. Кирюхину было присвоено звание «генерал-лейтенант». С 15 августа 1944 года — заместитель командующего 38-й армией 1-го, затем 4-го Украинских фронтов. В этой должности участвовал в Карпатско-Дуклинской, Западно-Карпатской, Моравско-Остравской, Пражской наступательных операциях. В ходе Западно-Карпатской операции Н. И. Кирюхин возглавлял подвижную группу армии, участвовавшую в освобождении города Новы-Сонч.

## Послевоенный период
После войны Н. И. Кирюхин продолжал службу заместителем командующего 38-й армией, которая летом 1945 года была переведена в Львовский военный округ. С февраля 1946 по ноябрь 1948 — заместитель командующего  13-й армией Прикарпатского военного округа. С февраля 1949 года — начальник военной кафедры Московского инженерно-экономического института. В июле 1953 года генерал-лейтенант Н. И. Кирюхин был уволен в отставку по болезни. Но прожить ему после этого довелось всего полгода. 
Скончался в Москве 13 декабря 1953 года, похоронен на Новодевичьем кладбище.

## Воинские звания
- Полковник (17.02.1936)
- Комбриг (13.02.1938)
- Комдив (9.02.1939)
- Генерал-майор (4.06.1940)
- Генерал-лейтенант (17.01.1944)

## Награды
Награды СССР:
- медаль «Золотая Звезда» Героя Советского Союза (17.10.1943 № 1815);
- два ордена Ленина (17.10.1943, 21.02.1945);
- четыре ордена Красного Знамени (1921, 12.04.1942, 3.11.1944, 15.05.1951);
- орден Суворова II степени (23.09.1943);
- орден Богдана Хмельницкого II степени (10.01.1944);
- орден Красной Звезды (22.02.1938);
- медаль «XX лет Рабоче-Крестьянской Красной Армии» (1938);
- медаль «За победу над Германией в Великой Отечественной войне 1941—1945 гг.» (1945);
- Медаль «30 лет Советской Армии и Флота» (1948).

Иностранные награды:
- чехословацкий Военный крест 1939—1945 годов;
- орден Белого льва II степени.